# Oleksij Kurinnyj
Oleksij Viktorovyč Kurinnyj (22. května 1986, Bachmut – 6. září 2017, Masevyči) byl ukrajinský právník, politolog, odborník na vývoj ukrajinštiny, veřejný činitel a básník. Byl významnou postavou v boji za emancipaci ukrajinštiny jako státního jazyka v první dekádě 21. století. Je autorem originálních metod stanovení postkoloniální dynamiky jazykových změn na Ukrajině. Zabýval se též výzkumem tématu hladomoru v letech 1932–1933 na Severním Kavkaze. Zabýval se také problematikou asimilace (slovakizace) Ukrajinců a Rusínů na Slovensku. Je autorem či spoluautorem více než 50 vědeckých a analytických publikací z oblasti práva, historie, sociolingvistiky, etnografie, kolektivních monografií a příruček (spoluautor), jakož i vědeckých článků.

## Život
Oleksij Kurinnyj se narodil v Doněcké oblasti ve městě Bachmut, kam jeho matka uprchla z Kyjeva po havárií jaderné elektrárny v Černobylu. Dětství prožil v Bachmutu a v Čerkaské oblasti, ale následně studoval a žil v Kyjevě. Na Národní univerzitě „Kyjevsko-Mohyljanská akademie“ získal magisterský titul. Od září 2009 působil jako odborný asistent na Katedře mezinárodního práva a speciálních právních věd Fakulty právních věd Národní univerzity „Kyjevsko-Mohyljanská akademie“. Je spoluautorem řady návrhů zákonů: „O státní službě“, „O správním poplatku“, „O právech původních obyvatel Ukrajiny“, „O právním nástupnictví Ukrajiny od ukrajinských státních subjektů“, „O státním jazyce“ a autorem pozměňovacích návrhů k návrhu zákona „O změně některých zákonů Ukrajiny o ochraně informačního televizního a rozhlasového prostoru Ukrajiny“.
Zemřel při dopravní nehodě 6. září 2017.

### Schválení státního statusu Ukrajinštiny
Studiem jazykové situace na Ukrajině, s cílem schválení státního statusu ukrajinského jazyka, se zabýval ve své vědecké práci. Byl místopředsedou Koordinační rady pro ochranu ukrajinského jazyka při Kyjevské městské organizaci společnosti „Memorial“ pojmenované po Vasylovi Stusovi, místopředsedou Kyjevského městského sdružení společnosti „Prosvita“ (2013–2017), členem Koordinační rady pro používání ukrajinského jazyka ve všech oblastech veřejného života Ukrajiny při Ministerstvu kultury Ukrajiny, členem Meziresortní pracovní skupiny pro realizaci Koncepce rozvoje ukrajinského jazyka, kultury a výchovy historické paměti mezi obyvateli Kyjeva a expertem veřejné iniciativy „Resuscitační balíček reforem“. Aktivně se podílel na procesu přejmenování kyjevské toponymie. Je autorem mnoha publikací zdůvodňujících nutnost přejmenování ulic hlavního města s komunistickými názvy.

## Uctění památky
V červenci 2018 vydalo nakladatelství „Prosvita“ knihu jeho básní „Žiju pro Ukrajinu“. Kniha shrnuje básnickou tvorbu z let 1999 až 2017. Kromě básní zahrnuje básnické překlady a fotografie z rodinného archivu. Dne 7. září 2019 byla na průčelí „Kyjevsko-Mohyljanského kolegia“, kde Oleksij Kurinnyj studoval, umístěna pamětní deska. 16. října 2020 se v Muzeu Národní univerzity „Kyjevsko-Mohyljanská akademie“ konala prezentace monografie Oleksije Kurinného „Implementace práva na politické sebeurčení do moderního právního systému Ukrajiny (XX. – začátek XXI. století)“. Památce Oleksije Kurinného je věnován hudební a osvětový projekt „Nová ukrajinská klasika“ violoncellisty Vasyla Babyče. Projekt poprvé zazněl v městské knihovně města Dnipro 10. června 2018. Později se koncerty konaly také v Kyjevě, Lvově a Lvovské oblasti. V červnu 2022 Kyjevská odborná toponymická komise prostudovala a schválila výsledky hlasování o přejmenování ulice Karla Marxe v Desnjanském okresu Kyjeva na ulici Oleksije Kurinného. 27. září 2022 ta ulice byla prejmenovana. 25. září 2022 na Národní univerzitě „Kyjevsko-Mohyljanská akademie“ bylo schváleno nařízení o ctění jména Oleksije Kurinného pro studenty, pro „zachování památce na Oleksije ve zdech jeho univerzity, za podporu pokračování jeho věci“.